# 베트남 국립 컨벤션 센터
베트남 국립 컨벤션 센터(Vietnam National Convention Center)는 베트남 하노이 남뜨리엠 군의 탕롱대로에 위치한 주요 컨벤션 센터이다. 이 센터는 게르칸, 마르크 앤 파트너스의 마인하르트 폰 게르칸과 니콜라우스 괴체가 설계했다.

## 개요

### 역사
이전에 베트남 국회의사당을 설계한 바 있었던 마인하르트 폰 게르칸은 베트남 전당대회 센터 설계를 위임받았다. 2004년 4월에는 4가지 설계안이 검토되었다. 결국 ‘Surfing the East Sea’라는 설계가 31명의 베트남 건축가 패널로 구성된 프로젝트의 공식 디자인으로 만장일치로 채택되었다.
이 프로젝트는 2004년 10월 25일에 정부 승인을 받았으며, 같은 해 11월 15일에 공사가 시작되었다. 2006년 10월 15일 베트남 국립 컨벤션 센터가 개설되었다.

### 건축
센터의 설계에는 베트남 꽝닌성의 세계문화유산인 하롱베이에서 영감을 받았다. 건물의 물결 모양의 지붕은 강철로 만들어져 있으며 주회의장은 53.25m 높이이다. 주요 구조물의 길이는 215.25m이고 너비는 113.5m이다.

### 편의시설

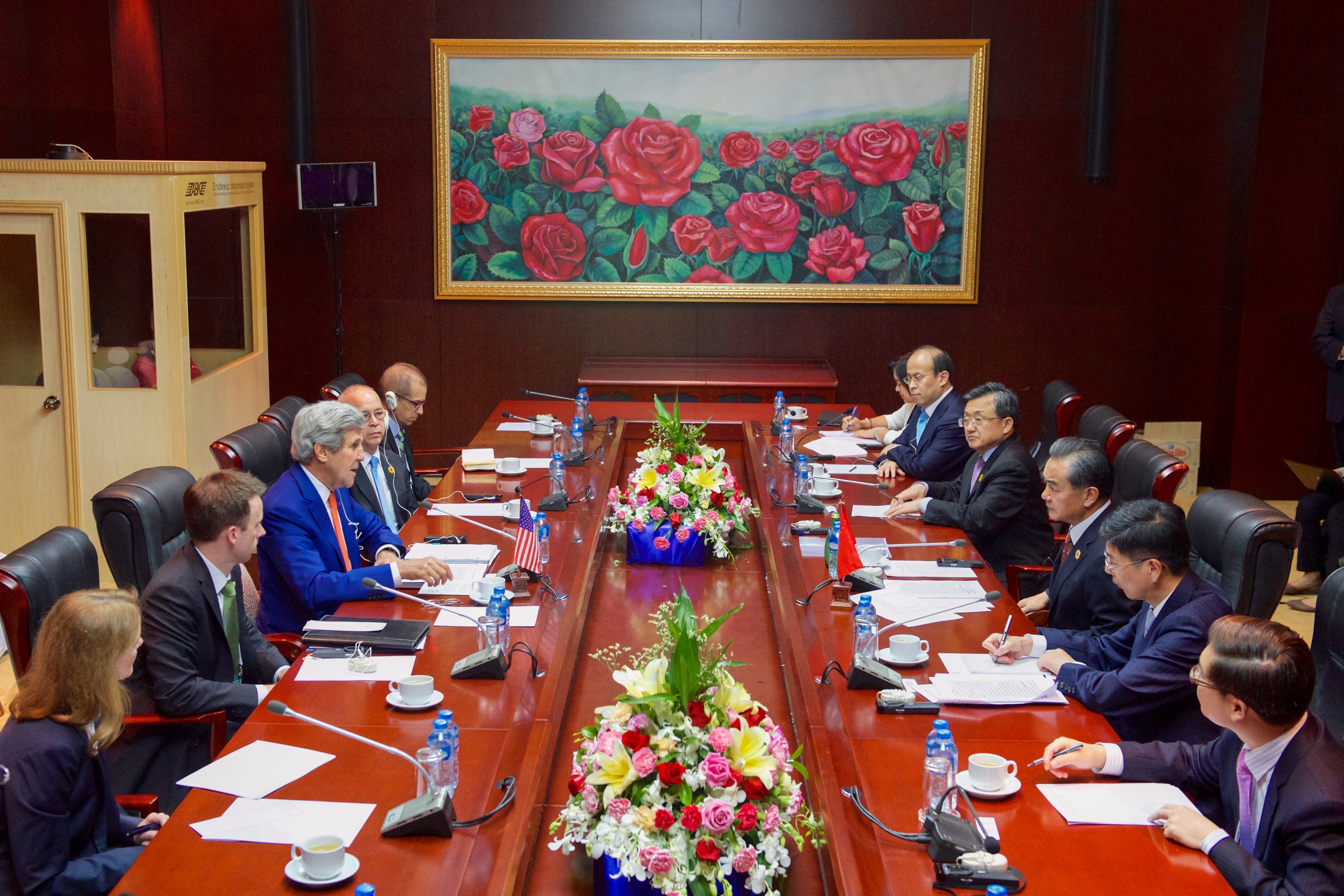
중국 대표부(왕이)와 협상하는 미국 대표부(케리)

베트남 국립 컨벤션 센터는 베트남 최대 규모의 컨벤션 센터로 64헥타르에 이른다. 이 복합 단지는 공공 광장, 헬기착륙장, 지상 및 지하 주차장 1,100개의 주차 공간, 주거지역 및 조경 기능을 포함한다. 컨벤션 센터 자체 핵심 지역은 65,000m의 총면적 갖는다. 보조 에너지원으로 태양열 패널을 갖추고 있다.
- 15,000m2 전시공간
- 연회장, 최대 1,800명 수용, 2,000m2
- 메인 회의실, 작은 구성, 4,256m2 의 분배기가 있는 3,747석
- 1개의 중역 무도회장
- 2개의 집행 회의소
- 3개의 프레스 및 미디어룸
- 24개의 회의실 / 72개의 소규모 회의

## 행사유치
VNCC는 많은 유명인사의 정치 행사를 주최했다. 중요한 이벤트 중 일부는 다음과 같다.
- 2006년 APEC 경제 지도자 회의
- 제16회 아세안 서밋 (2010)
- 제11차 베트남 공산당 전국 총회 (2011)
- 제12차 베트남 공산당 전국 총회 (2016)

VNCC에서 많은 엔터테인먼트 및 전시회 행사가 개최되었다. 2NE1, 보이스 라이크 걸스, 케니 지, 켈리 롤런드, 렌카 등 세계의 여러 유명 아티스트가 이곳에서 공연을 마쳤다.